# Pierre Lescure
Pour les articles homonymes, voir Lescure.
Pierre Lescure, né le 2 juillet 1945 à Paris, est un journaliste, homme de radio, de télévision et de cinéma et homme d'affaires français.
Au cours de sa carrière qui le voit débuter à la radio, il occupe de nombreux postes de direction, présente des journaux télévisés et crée de multiples émissions. En 1984, il fonde la chaîne nationale française privée Canal+ avec son PDG André Rousselet et lui succède, de 1994 à 2002.
De 2014 à 2022, il est président du Festival de Cannes. À partir de l'année 2014, il est chroniqueur pour l'émission quotidienne C à Vous sur France 5 et présente notamment sa rubrique « L'Oeil de Pierre ». Depuis 2023, Pierre Lescure présente l'émission hebdomadaire Beau Geste sur France 2, consacrée à l'actualité du cinéma.

## Biographie

### Jeunesse et débuts médiatiques
Pierre Lescure naît le 2 juillet 1945 à Paris , grandit à Choisy-le-Roi, Totémisé « Kamichi malicieux », Pierre Lescure pratique le scoutisme chez les Éclaireurs de France à Choisy-le-Roi entre 1955 et 1962 dans la patrouille du Loup.
Il s'oriente vers la voie de son père, François Lescure, journaliste à L'Humanité, et de sa mère, Paulette Baudoin, également journaliste, dans l'organe féminin de la CGT, en intégrant le Centre de formation des journalistes (CFJ), dont il est diplômé en 1965.
De 1965 à 1968, il travaille comme reporter et présentateur pour la radio RTL, puis comme responsable de plusieurs émissions pour RMC de 1968 à 1972.
Il débute à la télévision de 1972 à 1974 sur la deuxième chaîne de l'ORTF, où il présente le journal télévisé de la nuit de 1972 à 1973, puis le 20 heures de 1973 à 1974.
En 1974, il est rédacteur en chef-adjoint d'Europe 1, puis directeur des programmes de RMC en 1979.
En 1979 il présente Ça Balance et en 1983 Dimanche Magazine sur Antenne 2.
Le 7 janvier 1982, il crée sur Antenne 2 l'émission Les Enfants du rock, puis est nommé directeur de la rédaction de la chaîne.

### Années Canal + (1983-2002)
En 1983, Pierre Lescure rejoint André Rousselet pour préparer le lancement en 1984 de la nouvelle chaîne payante Canal+. Il en devient ensuite directeur, puis directeur général en 1986, avant d'être Président Directeur Général du groupe Canal+ en 1994 malgré la montée en puissance de la Générale des Eaux dans le capital de la chaîne et l'éviction d'André Rousselet. En 1991, il devient également président de la S.A.O.S (Société Anonyme à Objet Sportif) du Paris Saint-Germain à la suite de son rachat par Canal+.
Il participe à la chaîne du câble Canal Jimmy et anime l'émission les Chroniques Bakeline.
Il est exclu de Canal Plus en avril 2002 par son PDG d'alors Jean-Marie Messier après avoir été codirecteur général de Vivendi Universal en 2000-2002. Le montant de ses indemnités de départ est de 2,9 millions d’euros, imposés à 50 %.
En 2002, il est le président du jury du Festival du cinéma américain de Deauville, avec comme jurés Chantal Akerman, Richard Anconina, Jean-Marc Barr, Charles Berling, Amira Casar, Julie Gayet, Irène Jacob, Cédric Kahn et Bruno Wolkowitch.

### Diversification (depuis 2003)

#### Animateur
Pierre Lescure réintègre une chaîne de télévision publique en octobre 2003 après vingt ans d'absence, France 5, où il présente 24 1/2, un jeu consacré à l'actualité cinématographique jusqu'en 2004, mais l'émission ne sera pas reprise à la rentrée. Chaque été, de 2004 à 2008, Pierre Lescure anime sur la même chaine Graffiti 60, Graffiti 70, Graffiti 80, Graffiti 90 et Graffiti 50 avec Dominique Besnehard et Gérard Jourd'hui sur France 5.
Après avoir animé Ça balance à Paris sur Paris Première de 2006 à 2010, il anime, de novembre 2010 à mai 2011 Lescure : tôt ou tard. En août 2010, il aide les candidats avec Laurence Boccolini dans le jeu Le Carré magique présenté par Nagui de 9h30 à 11h sur Europe 1.
Le 13 novembre 2012, il présente le premier numéro de Master classe, sa nouvelle émission sur France 4, devant un parterre de 250 jeunes jusqu'au 12 mai 2014.
Depuis le dimanche 22 janvier 2023, Pierre Lescure présente Beau Geste diffusée par France 2 à 23h10, émission qui suit l'actualité du cinéma.

#### Chroniqueur
Le 29 août 2011 il rejoint l'équipe de Laurent Ruquier dans l'émission On va s'gêner.
En 2014, il devient chroniqueur dans l'émission C à Vous diffusée tous les soirs sur France 5 à 19 h. L'émission est présentée par Anne-Sophie Lapix puis par Anne-Elisabeth Lemoine. Il fait alors équipe avec Patrick Cohen, Marion Ruggieri et Emilie Tran-Nguyen.

#### Directeur du théâtre Marigny
Le 21 avril 2008, il est nommé producteur et directeur des opérations du théâtre Marigny où il succède à Robert Hossein, directeur depuis 2000. Le bail de ce théâtre a été confié par la Mairie de Paris à François Pinault à la fin de 2011.

#### Membre de jury

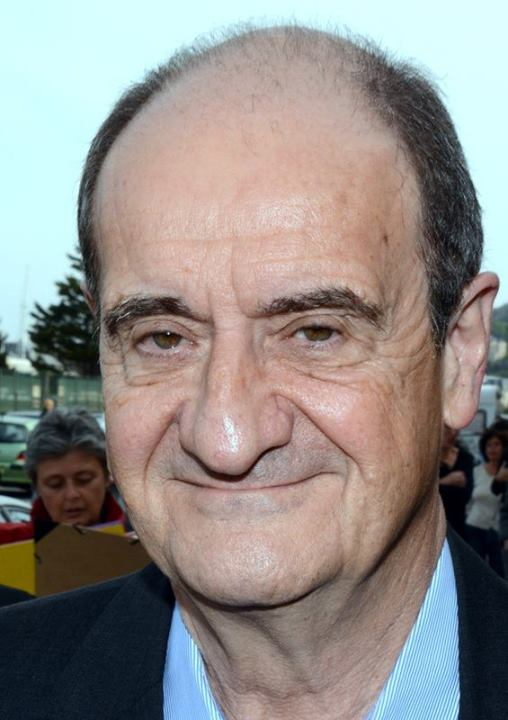
Le membre du jury du festival du cinéma américain de Deauville 2013.

En 2005, il préside le 7e Festival de la fiction TV de Saint-Tropez, avec notamment dans son jury Ingrid Chauvin et Michèle Bernier.
Il est membre permanent du jury du Prix des prix littéraires depuis 2011.
En 2013, il fait partie du jury de Vincent Lindon lors du Festival du cinéma américain de Deauville 2013, avec à ses côtés comme membres du jury Lou Doillon, Jean Echenoz, Hélène Fillières, Xavier Giannoli, Famke Janssen, Bruno Nuytten et Rebecca Zlotowski.
Il est de nouveau membre du jury pour le 40e Festival du cinéma américain de Deauville qui réunit d'anciens présidents du jury comme jurés.

#### Président du Festival de Cannes
En 2014, il est élu à la présidence du Festival de Cannes, après la 67e édition et il succède à partir de la 68e à Gilles Jacob à la suite de son départ à la retraite et réélu en 2017 pour une nouvelle période de 3 ans, puis en 2020.
L'édition 2022 est la dernière pour Pierre Lescure qui passera le relais de la présidence du Festival de Cannes à Iris Knobloch le 1er juillet 2022.

#### Écrivain
En avril 2012, il publie, en collaboration avec la journaliste Sabrina Champenois, un livre de mémoires intitulé In the baba chez Grasset.

#### Homme d'affaires
Il est également un homme d'affaires qui assume des responsabilités dans plusieurs grands groupes. Il a été membre du conseil de surveillance de la société Le Monde, administrateur de Thomson SA (devenu Technicolor) (2002-2010) et demeure membre du « collège des personnes qualifiées » de la Fondation Technicolor pour le patrimoine du cinéma. Il est administrateur de Havas (mandat arrivant à échéance en 2013). Il est membre du conseil de surveillance du groupe jusqu’en 2014, et à ce titre nommé au « comité des nominations et des rémunérations », organe non-exécutif ayant pour mission de veiller au bon fonctionnement d’une entreprise et d’en rendre compte aux actionnaires. Il est encore administrateur de SA Chabalier & Associates Press Agency et président de la SAS AnnaRose Productions. Il est enfin administrateur de Kudelski.
En juillet 2015, peu après la mort d'Alain de Greef avec qui il a fondé Canal + aujourd'hui dirigé par Vincent Bolloré, Pierre Lescure démissionne d'Havas, également dirigé par Bolloré, car ce dernier préparerait la suppression de l’émission phare de Canal, Les Guignols de l’info.
En 2016, il lance avec Jean-David Blanc (créateur d'Allociné) et Jean-Marc Denoual (ex-TF1) le service français de distribution de chaînes de télévision par Internet Molotov TV,.

#### Activités publiques
Il est nommé en mai 2012 à la tête de la commission qui doit mener la concertation sur l'avenir de la Hadopi et les moyens de concilier rémunérations du monde de la Culture et pratiques numériques des Français. La nomination d'une personne proche des milieux du cinéma et de la télévision a été critiquée par certains commentateurs, soulignant le conflit d’intérêts. Dans l'émission Ils changent le monde sur France Inter, il répond à ces accusations en déclarant que personne n'a pu prouver de liens entre ses recommandations et ses engagements professionnels.
Le fait qu'il ait aménagé le départ de Denis Olivennes de la direction de Canal+ en 2000 n'arrange rien. Denis Olivennes a dirigé la rédaction du rapport Olivennes qui est à l'origine de la loi Hadopi. Denis Olivennes est alors le bras droit de Pierre Lescure à Canal+. Ils siègent tous les deux au conseil de surveillance du groupe Lagardère. Mediapart souligne que dans une entrevue avec Le Nouvel Observateur, Pierre Lescure affirme vouloir préparer les enjeux de la télévision connectée ; Pierre Lescure est administrateur de la société Havas, dont le patron, Vincent Bolloré a de grandes ambitions dans le domaine des médias, et accroît régulièrement ses parts dans le groupe Vivendi-Universal. Pierre Lescure est administrateur du groupe suisse Nagra, qui a mis au point les décodeurs Canal+. Dans son dernier rapport annuel, le groupe Nagra-Kudelski indique que « parmi les opportunités de développement identifiées, le Groupe Kudelski a pris la décision d’investir de façon sélective dans les deux secteurs que sont la cybersécurité et la valorisation de la propriété intellectuelle ».
La remise de son rapport à François Hollande le 13 mai 2013 sur une liseuse, qu'il présente comme « made in France » de marque canadienne appartenant à un conglomérat japonais fait débat.
En 2014, il est membre du comité de soutien à la candidature d'Anne Hidalgo à la mairie de Paris.

### Affaire judiciaire
Le 26 mai 2008, il est mis en examen pour « faux et usage de faux » dans le cadre d'une enquête sur des « parachutes dorés » pour près de 60 millions d'euros consentis avant qu'il ne quitte Canal+. Il est soupçonné d'avoir négocié avec une quinzaine de cadres de la chaîne des primes de départ sous forme d'avenant à leur contrat en cas de départ. La chaîne a porté plainte en septembre 2003. Pierre Lescure a bénéficié d'un non-lieu, le parquet ayant considéré que « les conditions d'attribution de ces primes de départ n'étaient pas susceptibles de constituer un délit ».

### Vie privée
Pierre Lescure a été le compagnon de la journaliste de radio-télé Hélène Vida, de la romancière Katherine Pancol, de l'actrice Catherine Deneuve (Coluche l'a surnommé pour cela « le gardien de buste ») et de l'actrice Nathalie Baye. Il est marié depuis 1996 avec Frédérique Fayles-Bernstein, la dernière compagne de Coluche (surnommée « la p'tite Fred »), avec qui il a adopté une petite fille,,.
Il est le demi-frère de Roland Lescure, député EPR de la 1re circonscription des Français établis hors de France, ancien président de la commission des Affaires économiques de l'Assemblée nationale puis ministre délégué chargé de l’Industrie et de l'Énergie du 4 juillet 2022 au 21 septembre 2024 et cinquième vice-président de l’Assemblée nationale depuis le 19 juillet 2024.

## Publications
- À nous la radio ! (avec Gilles Jouannet), 1980
- Histoire de désirs (avec Jean-Pierre Lavoignat), 2001
- Rires (avec Barbara d'Alessandri), 2007
- In the baba (Sabrina Champenois), 2012
- Marques et pubs cultes. Années 1940-1960, 2014

## Apparition au cinéma
- 1982 : Le Quart d'heure américain de Philippe Galland : Bruno Estier, le présentateur du journal
- 1994 : La Cité de la peur d'Alain Berberian
- 2005 : Mon petit doigt m'a dit de Pascal Thomas : le commissaire-divisonnaire
- 2006 : Le Grand Appartement de Pascal Thomas : Armand
- 2009 : Musée haut, musée bas de Jean-Michel Ribes : Christian

## Distinctions
- Laurier d'or d'honneur de la télévision, le 17 février 2014[29].